# Георгиевка (Амурская область)
Гео́ргиевка — село в Октябрьском районе Амурской области, Россия. Входит в Королинский сельсовет.

## География
Село Георгиевка расположено к северу от районного центра Октябрьского района села Екатеринославка, рядом с автодорогой Чита — Хабаровск.
Расстояние до административного центра Королинского сельсовета села Короли — 8 км (на запад).
На восток от села Георгиевка дорога идёт к селу Смелое.

## Население
| 2002 | 2010 | 2012 | 2013 | 2014 | 2015 | 2016 |
| ---- | ---- | ---- | ---- | ---- | ---- | ---- |
| 69   | ↘55  | ↘53  | ↘48  | ↘44  | ↘43  | ↘39  |
| 2017 | 2018 |      |      |      |      |      |
| ↘38  | →38  |      |      |      |      |      |

По данным переписи 1926 года по Дальневосточному краю, в населённом пункте числилось 101 хозяйство и 560 жителей (280 мужчин и 280 женщин), из которых преобладающая национальность — украинцы (92 хозяйства).